# Дуго
Дуго је мало ненасељено острво у хрватском делу Јадранског мора, у акваторији града Шибеника у групи од 15 острва и острваца око Зларина.
Дуго се налази 4 км југозападно од острва Зларина. Површина острва износи 0,11 км². Дужина обалске линије је 1,5 км.. Највиши врх на острву је висок 24 метра.